# Détroit de Lancaster
Le détroit de Lancaster (anglais : Lancaster Sound; inuktitut : ᑕᓪᓗᕈᑎᐅᑉ ᐃᒪᖓ / Tallurutiup Imanga) est un canal du passage du Nord-Ouest situé entre l'île Devon et l'île de Baffin dans le territoire canadien du Nunavut. Il a été nommé en 1616 par l'explorateur William Baffin en hommage à Sir James Lancaster, l'un des principaux soutiens financiers de ses expéditions.

## Description
Il est occupé par les glaces neuf mois par an.
La diversité animale est grande avec notamment un nombre important de morues de l'Arctique (30 000 tonnes apparemment). Laquelle fait partie du régime d'oiseaux et de mammifères marins. Parmi les autres espèces présentes sont le narval, le bélouga, la baleine boréale, le phoque annelé, le phoque barbu, le phoque du Groenland, le morse, l'ours polaire, le guillemot de Brünnich, la mouette tridactyle, le fulmar boréal, le guillemot à miroir, la sterne arctique, la mouette blanche et l'oie des neiges.
La région ne fait cependant toujours pas partie des espaces protégés malgré la requête des Inuits, faite en 1987.